# بن ربيعة (ازغيرة)
بن ربيعة هي إحدى مشيخات المملكة المغربية، تتبع جغرافيا لإقليم وزان وإداريًا لازغيرة. يقدر عدد سكانها بـ 11383 نسمة حسب الإحصاء الرسمي للسكان والسكنى لسنة 2004.